# 軟蛀兩K
軟蛀兩K（Softbug 2K）是一個讓Windows 95及Windows 98的用戶可以在DOS窗口直接輸入中文字的插件，由當時台灣的撥接式BBS社群90網的一位站長Softbug（軟體蛀蟲）所寫。他本身在家裡架設了「軟蛀工作室」BBS站（已停止運作）。該工作室曾推出過軟件狗模擬器，在網上社群大受歡迎。
過去在Win9x平台上的DOS窗口都有一個問題：就是不能輸入中文字。當時的唯一解決辦法，要不設一台安裝了舊式DOS環境中文系統（如：倚天、國喬或震漢之類的），要不就直接在Win9x的DOS窗口裡執行舊式DOS環境中文系統。然而，這些DOS環境的中文系統很多時都會直接存取電腦的視像記憶，以提高其效率及與西文軟件的相容度，但卻使系統變得不穩定。另一方面，中文視窗本身已有一個很完備的中文環境，若在中文視窗底下再跑中文系統，有架床疊屋之嫌。
軟蛀兩K就是在這種環境下產生：目的在善用系統的完善中文環境之餘，使用戶可以在DOS窗口底下輸入中文字。它不單沒有傳統中文系統佔用大量資源及使系統不穩定等缺點，而且操作環境與倚天非常相似，使用戶在使用時更順暢。
不過，由於Windows 2000推出，用戶終於可以在DOS窗口裡直接輸入中文，使軟蛀兩K變得無用武之地。所以在2001年12月30日作者推出最後一個更新之後，沒有再繼續更新工作。他並把程式組合語言程式碼公開，放在軟件包裡。軟蛀兩K的最後一個版本是2.63版，現時只有在台灣義守大學的檔案伺服器才可以下載。
注意：軟蛀兩K在Windows 2000不能正常運作，因為它會把系統的顯示內碼由950轉為437，會使所有中文字變成亂碼。

## 外部連結
- 義守大學檔案伺服器：下載軟蛀兩K
- 香港網站：中文電腦板：軟蛀兩K （页面存档备份，存于）